# Zkažená úča
Zkažená úča (originálním názvem Bad Teacher) je filmová komedie z roku 2011 režírována úspěšným americkým režisérem Jakem Kasdanem. Scénář k filmu napsali Lee Eisenberg a Gene Stupnitsky a v hlavních rolích se objevili Cameron Diaz, Justin Timberlake a Jason Segel.
Tento film vyšel poprvé do kin 17. června 2011 ve Spojeném království a následně 24. června ve Spojených státech a Kanadě. Česká premiéra proběhla 28. července 2011 .

## Obsazení
| Cameron Diaz         | Elizabeth Halsey  |
| Jason Segel          | Russell Gettis    |
| Justin Timberlake    | Scott Delacorte   |
| Lucy Punch           | Amy Squirrel      |
| Phyllis Smith        | Lynn Davies       |
| John Michael Higgins | Wally Snur        |
| Molly Shannon        | Melody Tiara      |
| Eric Stonestreet     | Kirk              |
| Thomas Lennon        | Carl Halabi       |
| Dylan McDermott      | Mark              |
| Kaitlyn Dever        | Sasha Abernathy   |
| Matthew J. Evans     | Garrett Tiara     |
| Noah Munck           | Tristan Munck     |
| Kathryn Newton       | Chase Rubin-Rossi |

## Recenze
- Mirka Spáčilová, iDnes.cz, 27. července 2011  [2]
- Vratislav Šálek, Filmserver.cz, 27. července 2011  [3]
- Aleš Smutný, magazín Cinema,  [4]
- Václav Rybář, MovieZone.cz, 26. července 2011  [5]

## Ocenění
| Název ocenění             | Kategorie                                | Oceněný           | Výsledek   |
| ------------------------- | ---------------------------------------- | ----------------- | ---------- |
| ALMA Awards               | Nejlepší herečka v komedii nebo muzikálu | Cameron Diaz      | Nominována |
| Teen Choice Awards 2011   | Nejlepší komedie                         |                   | Vyhrála    |
| Teen Choice Awards 2011   | Nejlepší herec v komedii                 | Justin Timberlake | Vyhrál     |
| Teen Choice Awards 2011   | Nejlepší herečka v komedii               | Cameron Diaz      | Vyhrála    |
| 33rd Young Artist Awards  | Nejlepší mladý herec ve vedlejší roli    | Matthew J. Evans  | Vyhrál     |
| 33rd Young Artist Awards  | Nejlepší mladá herečka ve vedlejší roli  | Kaitlyn Dever     | Nominována |
| 2012 BMI Film & TV Awards | Cena za nejlepší filmovou hudbu          | Michael Andrews   | Vyhrál     |